# FKトゥズラ・シティ
フドバルスキ・クルブ・トゥズラ・シティ（Fudbalski klub Tuzla City）は、ボスニア・ヘルツェゴビナのボスニア・ヘルツェゴビナ連邦トゥズラ・シミン・ハンをホームタウンとするサッカークラブである。

## 歴史
1955年にトゥズラのシミン・ハンで、スロガ (Sloga) として創設された。
2014-15シーズンにドルガ・リーガFBiH・北地域で優勝したが、プルヴァ・リーガFBiHに参加する資格を有しなかった。2015-16シーズンにも北地域で優勝した。プルヴァ・リーガFBiHの参加資格を有しない南地域優勝のイグマン・コニツを除く3地域の優勝チームが昇格プレーオフに出場、中央地域優勝のボスナ・セマが自動昇格し、スロガ・シミン・ハンは西地域優勝のクライナ・ツァジンと対戦することになった。第1戦は1-3で敗れたが、第2戦は4-0で勝利し、プルヴァ・リーガFBiH昇格を果たした。
2016-17シーズンはプルヴァ・リーガFBiHで3位になった。2017-18シーズンに優勝してプレミイェル・リーガに初昇格した。2018年6月18日にトゥズラ・シティ (Tuzla City) に改称された。

## 獲得タイトル

### 国内タイトル
- プルヴァ・リーガFBiH：1回
  - 2017-18

- ドルガ・リーガFBiH：2回
  - 2014-15, 2015-16

### 国際タイトル
- なし

## 過去の成績
| シーズン | ディビジョン         | ディビジョン | ディビジョン | ディビジョン | ディビジョン | ディビジョン | ディビジョン | ディビジョン | ディビジョン | カップ       |
| シーズン | リーグ               | 試           | 勝           | 分           | 敗           | 得           | 失           | 点           | 順位         | カップ       |
| -------- | -------------------- | ------------ | ------------ | ------------ | ------------ | ------------ | ------------ | ------------ | ------------ | ------------ |
| 2016-17  | プルヴァ・リーガFBiH | 30           | 15           | 3            | 12           | 43           | 36           | 48           | 3位          |              |
| 2017-18  | プルヴァ・リーガFBiH | 30           | 21           | 3            | 6            | 61           | 23           | 66           | 1位          | 準々決勝敗退 |
| 2018-19  | プレミイェル・リーガ | 33           | 9            | 9            | 15           | 32           | 44           | 36           | 10位         | 1回戦敗退    |
| 2019-20  | プレミイェル・リーガ | 22           | 10           | 5            | 7            | 27           | 29           | 35           | 5位          | 準々決勝敗退 |
| 2020-21  | プレミイェル・リーガ | 33           | 13           | 9            | 11           | 36           | 35           | 48           | 6位          | 準決勝敗退   |
| 2021-22  | プレミイェル・リーガ | 33           | 15           | 12           | 6            | 49           | 36           | 57           | 2位          | 準決勝敗退   |
| 2022-23  | プレミイェル・リーガ |              |              |              |              |              |              |              | 位           |              |

## 欧州の成績
| シーズン | 大会                               | ラウンド  | 対戦相手     | ホーム | アウェー | 合計 |  |
| -------- | ---------------------------------- | --------- | ------------ | ------ | -------- | ---- |  |
| 2022-23  | UEFAヨーロッパカンファレンスリーグ | 予選1回戦 | トレ・ペンネ | 6-0    | 2-0      | 8-0  |  |
| 2022-23  | UEFAヨーロッパカンファレンスリーグ | 予選2回戦 | AZ           | 0-4    | 0-1      | 0-5  |  |

## 歴代所属選手
- 幸村優輝[7]
- エミリオ・エンスエ 2022
- アンテ・ヴクシッチ 2022